# Amo Soltanto Te
"Amo Soltanto Te" é uma canção gravada pelo tenor italiano Andrea Bocelli em duas versões. A primeira, inclusa no alinhamento de Sì (2018), seu décimo sexto trabalho de estúdio, como a segunda faixa, foi gravada com participação do músico inglês Ed Sheeran, que ainda co-compôs a música do tema cantado em ambos italiano e inglês. A segunda versão foi gravada apenas por Bocelli em inglês e foi distribuída pelas editoras discográficas Sugar e Decca em plataformas digitais, bem como em serviços de streaming, como o terceiro e último single de Sì a partir de 22 de Fevereiro de 2019. O cantor italiano Tiziano Ferro foi o responsável pela escrita das letras em italiano, enquanto Matt Sheeran foi o responsável pelas em inglês.

## Alinhamento de faixas
- Download digital[2]

1. "Amo Soltanto Te" (com participação de Ed Sheeran) — 3:20
2. "This Is the Only Time" (edição da rádio) — 3:09

## Créditos
Os créditos seguintes foram adaptados do encarte do álbum Sì (2018):
- Edward Sheeran — vocais principais, vocais de apoio, música
- Tiziano Ferro — letras em italiano
- Andrea Bocelli — vocais principais
- Matt Sheeran — letras em inglês
- Bob Ezrin — produção e arranjos